# Tadeusz Michalik
Tadeusz Michalik (16 de fevereiro de 1991) é um lutador de estilo greco-romana polonês, medalhista olímpico.

## Carreira
Michalik esteve nos Jogos Olímpicos de Verão de 2020 em Tóquio, onde participou do confronto de peso pesado, conquistando a medalha de bronze após derrotar o húngaro Alex Szőke.